# The Rescuers Down Under
The Rescuers Down Under (bra: Bernardo e Bianca na Terra dos Cangurus; prt: Bernardo e Bianca na Cangurulândia) é um filme americano do gênero animação produzido pela Walt Disney Pictures em 1990 baseado principalmente nos livros The Rescues e Miss Bianca de Margery Sharp.
The Rescuers Down Under é a sequência de The Rescuers de 1977.

## Produção
Uma equipe de quase 415 artistas e técnicos participaram da produção do filme. Cinco membros dessa equipe viajaram para Austrália para observar, fotografar e desenhar as paisagens que seriam incorporadas ao filme.

## Trilha sonora
A trilha do filme foi composta e conduzida por Bruce Broughton. Diferente da grande maioria dos filmes da Disney, não há músicas escritas para ele (entretanto, "Message Montage" possui uma repetição de parte de "Rescue Aid Society" de Sammy Fain, Carol Connors e Ayn Robbins, a única referencia musical ao primeiro longa).
1. Créditos iniciais (1:34)
2. Answering Faloo's Call (1:32)
3. Cody's Flight	(6:02)
4. Message Montage (2:49)
5. At The Restaurant (3:06)
6. Wilbur Takes Off (1:28)
7. McLeach Threatens Cody (1:20)
8. The Landing (2:01)
9. Bernard Almost Proposes (1:36)
10. Escape Attempt (1:30)
11. Frank's Out! (3:23)
12. Cody Finds The Eggs (1:33)
13. Bernard The Hero (3:36)
14. Créditos finais (3:41)

## Bilheteria
Segundo o site Box Ofiice Mojo, o longa arrecadou US$ 27,9 milhões nos EUA durante a exibição. Na semana de estreia arrecadou US$ 3,5 milhões.